# Las Masas
Las Masas es una localidad del estado mexicano de Guanajuato. Es parte del municipio de Abasolo.

## Demografía
| Gráfica de evolución demográfica |
|                                  |

| Censo | Población |
| ----- | --------- |
| 1930  | 374       |
| 1940  | 407       |
| 1950  | 273       |
| 1960  | 298       |
| 1970  | 670       |
| 1980  | 155       |
| 1990  | 1 311     |
| 2000  | 1 160     |
| 2010  | 1 396     |
| 2020  | 1 451     |